# Kapoeta South
Kapoeta South (ang. Kapoeta South County) to jednostka podziału terytorialnego w Sudanie Południowym. Według spisu powszechnego z 2008 r. liczba mieszkańców wynosi 79 470. Siedzibą administracji jest miejscowość Kapoeta. Do 2015 leżała w stanie Ekwatoria Wschodnia, po reformie z roku 2015 leży w stanie Namorunyang.